# Барбюйя
Барбю́йя (лат. Barbeuia) — род растений монотипного семейства Барбю́йевые (Barbeuiaceae) порядка Гвоздичноцветные (Caryophyllales). Включает единственный вид: Барбюйя мадагаска́рская (Barbeuia madagascariensis).
Род назван в честь французского врача и ботаника Жака Барбё-Дюбура.

## Ботаническое описание
Древовидная лиана. Листья эллиптические; черешки с сочленением у основания. Цветки собраны в пазушные щитки. Завязь двухгнёздная, из 2 сросшихся плодолистиков. Плод — коробочка; семена частично заключены в мясистый ариллус.

## Распространение
Эндемик острова Мадагаскар.